# Jim Ward

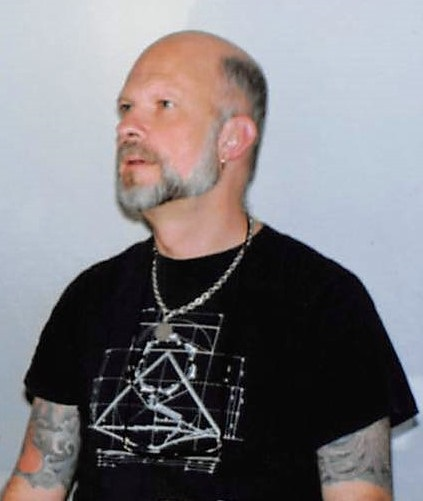
Jim Ward

James-Mark Ward, bekannt als Jim Ward, (* 28. Juni 1941 in Oklahoma) ist ein US-amerikanischer Piercer und Künstler sowie Gründer von Gauntlet Enterprises; Ward gilt als einer der Mitbegründer des modernen Body Piercing. Ihm zu Ehren wird am 28. Juni in der Szene der  Tag des Body-Piercings gefeiert.

## Leben
Jim Ward wuchs in Colorado auf und zog in den frühen 1970er Jahren nach West Hollywood in Los Angeles. Dort lernte er Richard Simonton, bekannt unter dem Pseudonym Doug Malloy, und Roland Laomis, bekannt unter dem Pseudonym Fakir Musafar, kennen. Mit ihnen entwickelte Ward die Grundlagen für die Entwicklung des Piercings zu einem Modetrend.

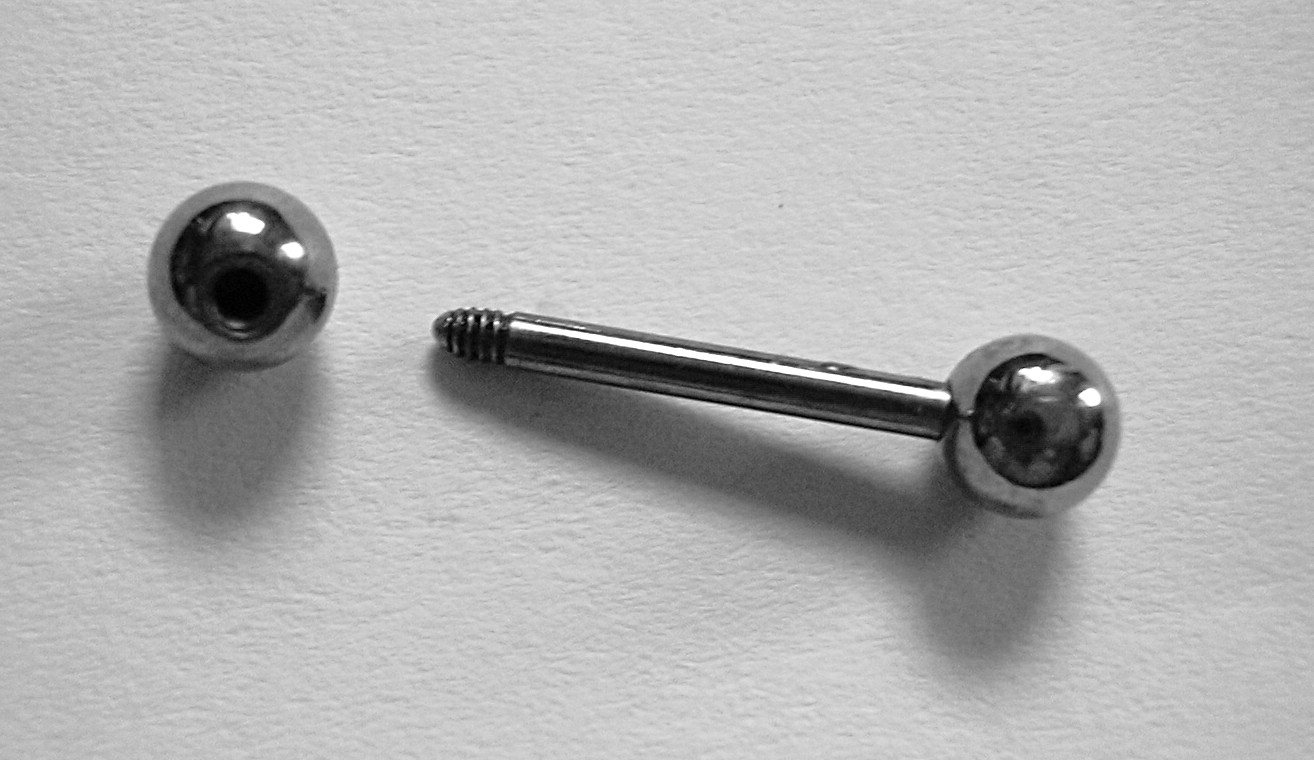
Barbell mit Außengewinde

Jim Ward, der seit 1967 mit Piercing experimentierte, traf 1975 in Reno auf Horst Streckenbach (1929–2001), der in Frankfurt am Main ein „Studio für Haut- und Körperschmuck“ betrieb und regelmäßig in die USA reiste. Manfred Kohrs hatte erstmals Körperschmuck aus einem Metallstift und Kugeln mit Innengewinde angefertigt.  Hiervon ließ sich Jim Ward inspirieren, und im weiteren Verlauf entstand das Barbell.

### Rezeption
“Jim Ward is the pioneer who brought the art of body piercing from its place in esoteric fringe groups to our contemporary culture.”

In einem Dokumentarfilm aus dem Jahr 2003 mit dem Titel The Social History of Piercing bezeichnete MTV Jim Ward als „den Großvater der modernen Piercing-Bewegung“. Er eröffnete Mitte der 1970er Jahre Gauntlet, das erste Piercing-Studio der Welt, und legte damit den Grundstein für das, was sich zu einer weltweiten Industrie entwickeln sollte. Jim war nicht nur für die Popularisierung der verschiedenen Körperpiercings verantwortlich, sondern auch für die Entwicklung vieler Piercingtechniken und Schmuckdesigns, die heute gebräuchlich sind.

## The Gauntlet
Mit einer Finanzierung von Simonton (aus seiner Arbeit mit der Muzak corporation), begann Jim Ward 1975 sein Haus als ein privates Piercing-Studio zu verwenden. Mit seinem Studio zog er anfängliche Kundschaft von einer Adressenliste an, die ihm Simonton zur Verfügung gestellt hatte, und er annoncierte Kleinanzeigen in lokalen Homosexuell- und Fetisch-Veröffentlichungen. Nach drei Jahren der fortlaufenden Verbesserung von Techniken und Ausrüstung eröffnete Jim Ward am 17. November 1978 im Westen Hollywoods das erste Ladengeschäft unter der Bezeichnung the gaunlet store. Die Errichtung dieses Geschäftes gilt als erstes kommerzielles Studio seiner Art. Elayne Angel begann 1981 bei The Gauntlet zu arbeiten und wurde in den Filialen Los Angeles, New York und San Francisco eingesetzt. Am 1. Dezember 1991 erhielt sie von Jim Ward ein Master-Zertifikat als Piercerin.
Mit Unterstützung von Simonton und Laomis begründete Ward das Magazin Piercing Fans International Quarterly (PFIQ).

## Publikationen
- Running the Gauntlet. Ward, Inc. 2011, ISBN 0-615-42472-4.